# Maikaze (1941)
Maikaze (舞風) byl torpédoborec japonského císařského námořnictva třídy Kageró. Byl dokončen v červenci 1941 jako předposlední z devatenácti torpédoborců třídy Kageró. Zúčastnil se druhé světové války v Tichomoří, během které se věnoval převážně eskortním a transportním povinnostem.
Počátkem války se věnoval doprovodu těžkých jednotek kryjících japonský postupu do Britského Malajska, na Filipíny a do Holandské východní Indie. Jako doprovod tankerů se zúčastnil výpadu do Indického oceánu. Během bitvy u Midway v červnu 1942 doprovázel Nagumovy letadlové lodě a během bitva u východních Šalomounů v srpnu doprovázel Abeho předsunutý svaz. Během bojů o Guadalcanal se zúčastnil několika „krysích transportů“ a během bitvy u Santa Cruz doprovázel Nagumovy letadlové lodě. Poté se věnoval doprovodům, krysím transportům a v únoru 1943 i evakuaci Guadalcanalu. Dne 17. února byl severozápadně od atolu Truk potopen americkými křižníky v rámci americké operace Hailstone.

## Popis
Maikaze patřil do II. série třídy Kageró a byl objednán na základě doplňovacího programu pomocných plavidel z roku 1939. Jeho výzbroj tvořilo šest 127mm kanónů typu 3. roku ve třech dvouhlavňových věžích typu C (jedné na přídi a dvou na zádi) a dva čtyřhlavňové 610mm torpédomety typu 92 modelu 4. Zásoba šestnácti torpéd typu 93 byla v pozdější fázi války pravděpodobně redukována na osm kusů, aby se kompenzoval nárůst hmotnosti vlivem instalace dalších 25mm děl typu 96.
Pravděpodobně během údržby v Sasebu v prosinci 1943 byla odstraněna zadní 127mm dělová věž číslo 2 a nahrazena dvěma tříhlavňovými 25mm komplety. Rovněž 25mm dvojčata na plošině vedle zadního komínu byla nahrazena za 25mm trojčata. Další pravděpodobně trojhlavňový komplet se nacházel na plošině před můstkem. Jako jeden z torpédoborců, které se dočkaly roku 1944, byl Maikaze pravděpodobně vybaven jedním metrovým přehledovým radarem 13 Gó pro sledování vzdušných cílů na zadním stožáru a jedním centimetrovým přehledovým radarem 22 Gó pro sledování vzdušných i hladinových cílů na předním stožáru.

## Služba
Dne 17. února 1944 během spojenecké operace Hailstone zrovna doprovázel konvoj severně od atolu Truk. Po sérii leteckých útoků ho krátce po poledni napadla americká operační skupina TG 50.9 složená z bitevních lodí USS Iowa a USS New Jersey, lehké letadlové lodě USS Cowpens, těžkých křižníků USS Minneapolis a USS New Orleans a 4 torpédoborců pod velením admirála Raymonda A. Spruance. Boj začal asi ve 13:00 ve vzdálenosti 40 mil severozápadně od atolu, když torpédoborec Maikaze vypálil ze vzdálenosti 7000 yardů salvu torpéd, která neškodně proplula mezi oběma bitevními loděmi. Pak se Maikaze dostal do křížové palby těžkých křižníků Minneapolis a New Orleans. Začal hořet na zádi, kde pravděpodobně vybuchlo jedno skladiště střeliva, a ve 13:43 klesl s celou posádkou ke dnu. Oba americké křižníky svou palbou potopily také japonský křižník Katori a transport Akagi Maru.
Dne 31. března 1944 byl Maikaze vyškrtnut ze seznamu lodí japonského císařského námořnictva.